# Carrington (Dakota del Nord)
Carrington è un centro abitato (city) degli Stati Uniti d'America, capoluogo della Contea di Foster, nello Stato del Dakota del Nord. Nel censimento del 2000 la popolazione era di 2.065 abitanti. La città è stata fondata nel 1883. È soprannominata "Central City" per via della sua posizione centrale nello stato.
Nella città è anche presente la sede centrale della compagnia Dakota Growers, produttrice di pasta secca, semola e grano duro.
Secondo i rilevamenti dell'United States Census Bureau, la località di Carrington si estende su una superficie di 5,46 km², tutti occupati da terre.

## Popolazione
Secondo il censimento del 2000, a Carrington vivevano 2.065 persone, ed erano presenti 594 gruppi familiari. La densità di popolazione era di 380 ab./km². Nel territorio comunale si trovavano 1.057 unità edificate. Per quanto riguarda la composizione etnica degli abitanti, il 98,81% era bianco, lo 0,18% era afroamericano e lo 0,49% era nativo. Lo 0,09% apparteneva ad altre razze, mentre lo 0,44% apparteneva a due o più razze. La popolazione di ogni razza ispanica corrispondeva allo 0,22% degli abitanti.
Per quanto riguarda la suddivisione della popolazione in fasce d'età, il 25,4% era al di sotto dei 18, il 6,0% fra i 18 e i 24, il 26,8% fra i 25 e i 44, il 18,7% fra i 45 e i 64, mentre infine il 23,1% era al di sopra dei 65 anni di età. L'età media della popolazione era di 40 anni. Per ogni 100 donne residenti vivevano 90,6 maschi.